# Phil Ramone
Philip "Phil" Ramone (5. januar 1934 – 30. marts 2013) var en sydafrikansk født amerikansk producer, der i 1958 startede A & R Recording, Inc. i New York.
Phil Ramone har produceret musik for en lang række af verdens bedste musikkere. Bl.a. Tony Bennett, Paul Simon, Liza Minnelli, Joss Stone, Elton John, Billy Elliot, Ray Charles, Olivia Newton-John, Rod Stewart, Bob Dylan, Barbra Streisand, Billy Joel, George Michael, Aretha Franklin, Frank Sinatra, Sinead O'Connor, Paul McCartney, Karen Carpenter, Madonna, Lou Reed, Diane Keaton, Rolling Stones og Art Garfunkel.
Han døde efter at have været indlagt siden februar med en udposning på hovedpulsåren.